# WebAIM
WebAIM (Web Accessibility in Mind) est une organisation à but non lucratif, basée à l'Université d'État de l'Utah à Logan. WebAIM est fournisseur de solutions en matière d'accessibilité du Web depuis 1999.